# اچ‌ام‌اس رامیلیس (۱۷۸۵)
اچ‌ام‌اس رامیلیس (۱۷۸۵) (به انگلیسی: HMS Ramillies (1785)) یک کشتی بود. این کشتی در سال ۱۷۸۵ ساخته شد.